# Symbian Ltd.
Pour les articles homonymes, voir Symbian.
Symbian Ltd. était un consortium britannique né d'EPOC et du constructeur Psion. Il a été créé en juin 1998 et a son siège à Southwark, à Londres. Il a ensuite été racheté et dirigé par Nokia.
Des dizaines de constructeurs en faisaient partie pour promouvoir le système d'exploitation open source mobile Symbian qui a été un acteur majeur de la mobilité.
Créé comme consortium indépendant, il fut racheté par son principal actionnaire, Nokia, en juin 2008.

## SYMBEOSE
Fin 2010, l'Union européenne décide d'allouer 22 millions d'euros à un consortium nommé SYMBEOSE (pour SYMBian Embedded Operating System for Europe). Ce consortium avait pour but de renforcer le développement du seul système d'exploitation européen. Cette initiative devait permettre de regrouper des universités, des développeurs d'application, des opérateurs avec pour le moment plus de 24 entreprises et 8 pays concernés.

## Restructuration
Stephen Elop, ancien cadre dirigeant de Microsoft et ensuite à la tête de Nokia a remis en cause le 11 février 2011 la société Symbian et par là même la stratégie de l'Union européenne en décidant d'abandonner le système d'exploitation européen en faveur de l'OS Windows Mobile développé par l'entreprise américaine Microsoft . 
À la suite de la vague massive de licenciements de la part de Nokia, puis à la restructuration de l'entreprise et la vente à Accenture, Samsung propose aux mécontents de venir développer sur leur système d'exploitation Bada qui affichait une croissance dans l'industrie mobile avant d’être lui aussi abandonné.